# Wormaldia
Wormaldia is een geslacht van schietmotten van de familie Philopotamidae.

## Soorten
- W. abas (H Malicky & P Chantaramongkol, 1996)
- W. acteon (F Schmid, 1991)
- W. acheloos (H Malicky & P Chantaramongkol, 1996)
- W. aequalis (HA Hagen, 1856)
- W. alcmeon (F Schmid, 1991)
- W. algirica JA Lestage, 1925
- W. alicia Bueno-Soria, Santiago-Fragoso & Barba-Alvarez, 2004
- W. alticola (Banks, 1937)
- W. amalek H Malicky, 2009
- W. ambigua L Navas, 1916
- W. amyda HH Ross, 1956
- W. anactorion (F Schmid, 1991)
- W. angularia W Mey, 1986
- W. anilla (HH Ross, 1941)
- W. arcopa DG Denning, 1966
- W. arizonensis (S Ling, 1938)
- W. arriba F Sipahiler, 1999
- W. artillac F Sipahiler, 1999
- W. asterusia H Malicky, 1972
- W. balcanica K Kumanski, 1979
- W. beaumonti F Schmid, 1952
- W. bicornis CH Sun & H Malicky, 2002
- W. bilamellata C Sun, 1997
- W. birneyi FJ Munoz-Quesada & RW Holzenthal, 2008
- W. bulgarica K Novak, 1971
- W. cantabrica MA Gonzalez & L Botosaneanu, 1983
- W. carinata (F Schmid, 1991)
- W. ceudo (H Malicky, 1993)
- W. clauseni FJ Munoz-Quesada & RW Holzenthal, 2008
- W. clavella W Mey, 1995
- W. congenera (Ulmer, 1912)
- W. congina H Malicky & P Chantaramongkol, 1993
- W. conjungens (W Mey, 1993)
- W. contigua W Mey, 1986
- W. copiosa (R McLachlan, 1868)
- W. cornuta J Bueno-Soria & RW Holzenthal, 1986
- W. corvina (R McLachlan, 1884)
- W. charalambi H Malicky, 1980
- W. cheni (LP Hsu & CS Chen, 1996)
- W. chinensis (Ulmer, 1932)
- W. dampfi HH Ross & EW King, 1956
- W. dentata (FR Gui & LF Yang, 2001)
- W. dexileon (F Schmid, 1991)
- W. didactylus (CH Sun & LF Yang, 2001)
- W. diribitus (A Neboiss, 1999)
- W. dissecta CH Sun & H Malicky, 2002
- W. dissita DG Gibbs, 1973
- W. dizkiran F Sipahiler, 2001
- W. dolophion (F Schmid, 1991)
- W. dorsata HH Ross & EW King, 1956
- W. dresiu (H Malicky & P Chantaramongkol, 1993)
- W. echinata W Tobias, 1995
- W. endonima HH Ross & EW King, 1956
- W. endymion (F Schmid, 1991)
- W. ephestion F Schmid, 1991
- W. esperonis HH Ross & EW King, 1956
- W. etto (H Malicky & P Chantaramongkol, 1993)
- W. extensa DE Kimmins, 1955
- W. fletcheri DE Kimmins, 1959
- W. fujinoensis M Kobayashi, 1980
- W. gabriella (Banks, 1930)
- W. gardensis F Sipahiler, 1999
- W. gesugta F Schmid, 1968
- W. graia H Malicky & T Prommi, 2004
- W. gressitti HH Ross, 1956
- W. hamata DG Denning, 1951
- W. hemsinensis F Sipahiler, 1987
- W. hyperion (F Schmid, 1991)
- W. ikizdere F Sipahiler, 2000
- W. insignis (AV Martynov, 1912)
- W. inthanonensis H Malicky & P Chantaramongkol, 1993
- W. ixion (F Schmid, 1991)
- W. joosti K Kumanski, 1980
- W. juliani K Kumanski, 1979
- W. kadowakii M Kobayashi, 1980
- W. kakopteros H Malicky, 1972
- W. kambaitiensis (H Malicky, 1993)
- W. khourmai F Schmid, 1959
- W. kimminsi L Botosaneanu, 1960
- W. kisoensis (M Tsuda, 1942)
- W. kyana (Mosely, 1939)
- W. lacerna DG Denning, 1958
- W. langohri L Botosaneanu & J Giudicelli, 2001
- W. laona DG Denning, 1989
- W. longicerca K Kumanski, 1992
- W. longicornuta W Mey, 1996
- W. longispina L Tian & Y Li, 1993
- W. lot H Malicky & P Chantaramongkol, 2009

- W. luma J Bueno-Soria & RW Holzenthal, 1986
- W. lusitanica MA Gonzalez & L Botosaneanu, 1983
- W. matagalpa OS Flint, 1995
- W. media (Ulmer, 1912)
- W. mediana R McLachlan, 1878
- W. melanion F Schmid, 1991
- W. meosorum (W Mey, 1996)
- W. moesta (Banks, 1914)
- W. mohri (HH Ross, 1948)
- W. montana (Banks, 1937)
- W. moselyi DE Kimmins, 1953
- W. muoiba (H Malicky, 1995)
- W. muoibon (H Malicky, 1995)
- W. muoihai H Malicky, 1995
- W. muoimot H Malicky, 1995
- W. muoinam (H Malicky, 1995)
- W. muoisan (H Malicky, 1995)
- W. myanmari W Wichard & GO Poinar, 2005
- W. nabewarinus M Kobayashi, 1969
- W. nigrorosea F Schmid, 1991
- W. niiensis M Kobayashi, 1985
- W. nyctimon (F Schmid, 1991)
- W. occidea (HH Ross, 1938)
- W. occipitalis (F.J. Pictet, 1834)
- W. oconee JC Morse, 1989
- W. otaros (A Neboiss, 1999)
- W. pachita DG Denning, 1956
- W. palma OS Flint, 1991
- W. pauliani HH Ross, 1956
- W. pheromonia SI Melnitsky & VD Ivanov, 2005
- W. planae HH Ross & EW King, 1956
- W. praecursor L Botosaneanu, 1995
- W. praemissa (TDA Cockerell, 1916)
- W. prolixa OS Flint, 1991
- W. pulla (R McLachlan, 1878)
- W. quadrata CH Sun & H Malicky, 2002
- W. quadriphylla C Sun, 1997
- W. rara (M Kobayashi, 1959)
- W. recta (Ulmer, 1930)
- W. relicta (AV Martynov, 1935)
- W. rhynchophysa (CH Sun & FR Gui, 2001)
- W. rufiventris Ulmer, 1908
- W. saldetica L Botosaneanu & MA Gonzalez, 1984
- W. sarawakana (DE Kimmins, 1955)
- W. scalaris CH Sun & H Malicky, 2002
- W. serrata (DE Kimmins, 1955)
- W. serratosioi F Vaillant, 1974
- W. shaanxiensis CH Sun & H Malicky, 2002
- W. shawnee (HH Ross, 1938)
- W. sikkimensis
- W. simulans DE Kimmins, 1955
- W. sinocornuta W Mey, 1996
- W. spinifera C Hwang, 1957
- W. spinosa HH Ross, 1956
- W. strota (HH Ross, 1938)
- W. subnigra R McLachlan, 1865
- W. sukatshevae SI Melnitsky & VD Ivanov, 2005
- W. sukranae F Sipahiler, 2007
- W. sumuharana M Kobayashi, 1980
- W. sunkosiana (H Malicky, 1994)
- W. tagananana (G Enderlein, 1929)
- W. tarasca J Bueno-Soria & RW Holzenthal, 1986
- W. therapion F Schmid, 1991
- W. thyria DG Denning, 1950
- W. timoleon (F Schmid, 1991)
- W. triacanthophora CH Sun, 1998
- W. triangulifera R McLachlan, 1878
- W. tricuspis CH Sun & H Malicky, 2002
- W. ulmeri HH Ross, 1956
- W. unispina CH Sun, 1998
- W. uonumana M Kobayashi, 1980
- W. vargai H Malicky, 1981
- W. variegata Mosely, 1930
- W. vlipla VD Ivanov & SI Melnitsky, 2005
- W. yakuensis M Kobayashi, 1980
- W. yavuzi F Sipahiler, 1996
- W. zhejiangensis CH Sun & H Malicky, 2002